# Anass Zaroury
Anass Zaroury (arabisch أنس الزروري, DMG Anas az-Zarūrī; * 7. November 2000 in Mechelen, Belgien) ist ein marokkanisch-belgischer Fußballspieler.

## Karriere

### Klub
Er startete seine Karriere in der Jugend beim SV Zulte Waregem, wo er zur Saison 2017/18 von der U17 in die U21 wechselte und danach zur Spielzeit 2019/20 in den Kader der ersten Mannschaft des Lommel SK wechselte. Von dort wechselte er im Januar 2021 weiter zum RSC Charleroi, welche ihn aber per Leihe bis zum Ende der laufenden Saison erst einmal bei Lommel beließen. Für eine Ablöse von 4 Mio. € wechselte er Ende August 2022 zum englischen Championship-Klub FC Burnley und unterschrieb dort einen Vertrag mit einer Laufzeit von vier Jahren. Im Februar 2024 wurde er an Hull City verliehen.
Im Sommer 2024 wechselte Zaroury zum RC Lens. Nach 28 Liga-Einsätzen und 2 Toren wurde er bereits in der Folgesaison für ein Jahr an Panathinaikos Athen verliehen.

### Nationalmannschaft
Von mindestens der U17 bis zur U21 durchlief er alle Jugendstationen in belgischen Auswahlmannschaften. So nahm er dann sogar noch nach der Europameisterschaftsqualifikation Ende September 2022 noch an zwei Freundschaftsspielen teil.
Im November 2022 wechselte Zaroury aber den Verband und entschied sich, für die Heimat seiner Eltern, Marokko, aufzulaufen. Am 17. November 2022 wurde er dann in der A-Nationalmannschaft von Marokko bei einem 3:0-Freundschaftsspielsieg gegen Georgien eingesetzt. Hier wurde er in der 69. Minute für Hakim Ziyech eingewechselt. Kurz danach wurde er dann auch für den finalen Turnier-Kader bei der Weltmeisterschaft 2022 nominiert, als Ersatz für den verletzten Amine Harit.